# Sailly-le-Sec
Pour les articles homonymes, voir Sailly.
Sailly-le-Sec est une commune française située dans le département de la Somme, en région Hauts-de-France. C'est aussi l'ancien nom de Sailly-Flibeaucourt avant 1906.

#### Communes limitrophes

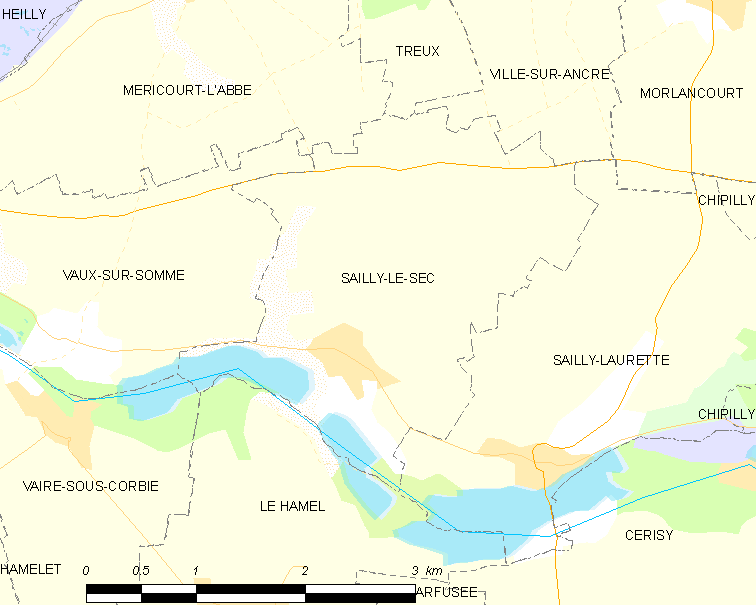
Cliquer sur la carte pour agrandir.

## Géographie

### Nature du sol et du sous-sol
Le sol et le sous-sol de la commune sont de nature tourbeuse dans la vallée de la Somme et calcaire recouvert par le limon des plateaux sur la majeure partie du territoire.

### Relief, paysage, végétation
La commune présente un relief de vallée et un paysage de marais d'une part, et un paysage de plateau au nord.

### Hydrographie

#### Réseau hydrographique
La commune est située dans le bassin Artois-Picardie. Elle est drainée par la Somme canalisée et le Marais de Vaux et Marais de Sailly le Sec.
Le canal de la Somme, construit entre 1770 et 1827, et mis au gabarit Freycinet en 1880, est long 170 km. Il débute à Saint-Simon où il touche au canal de Saint-Quentin et débouche dans la baie de Somme.

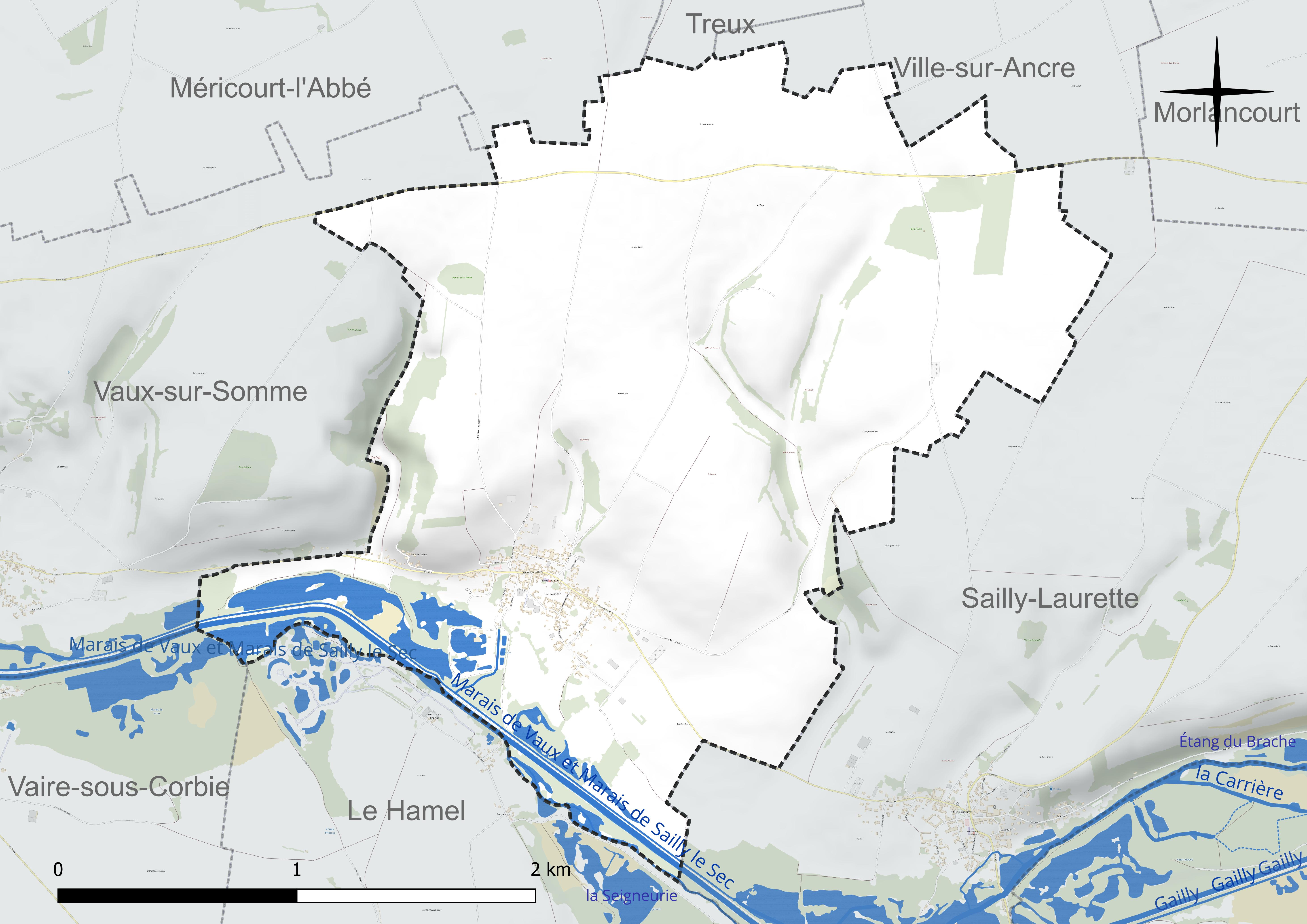
Réseau hydrographique de Sailly-le-Sec.

#### Gestion et qualité des eaux
Le territoire communal est couvert par le schéma d'aménagement et de gestion des eaux (SAGE) « Haute Somme ». Ce document de planification concerne un territoire de 1 798 km2 de superficie, délimité par le bassin versant de la Haute Somme est constitué d'un réseau hydrographique complexe de cours d'eau, de marais, d'étangs et de canaux. Le périmètre a été arrêté le 21 avril 2006 et le SAGE proprement dit a été approuvé le 15 juin 2017. La structure porteuse de l'élaboration et de la mise en œuvre est le syndicat mixte d'aménagement hydraulique du bassin versant de la Somme (AMEVA).
La qualité des cours d'eau peut être consultée sur un site dédié géré par les agences de l'eau et l'Agence française pour la biodiversité.

### Climat
Pour des articles plus généraux, voir Climat des Hauts-de-France et Climat de la Somme.
En 2010, le climat de la commune est de type climat océanique dégradé des plaines du Centre et du Nord, selon une étude du CNRS s'appuyant sur une série de données couvrant la période 1971-2000. En 2020, Météo-France publie une typologie des climats de la France métropolitaine dans laquelle la commune est exposée à un climat océanique et est dans la région climatique Nord-est du bassin Parisien, caractérisée par un ensoleillement médiocre, une pluviométrie moyenne régulièrement répartie au cours de l'année et un hiver froid (3 °C).
Pour la période 1971-2000, la température annuelle moyenne est de 10,6 °C, avec une amplitude thermique annuelle de 13,9 °C. Le cumul annuel moyen de précipitations est de 702 mm, avec 11,9 jours de précipitations en janvier et 8,7 jours en juillet. Pour la période 1991-2020, la température moyenne annuelle observée sur la station météorologique la plus proche, située sur la commune de Méaulte à 9 km à vol d'oiseau, est de 10,7 °C et le cumul annuel moyen de précipitations est de 730,3 mm,. Pour l'avenir, les paramètres climatiques de la commune estimés pour 2050 selon différents scénarios d'émission de gaz à effet de serre sont consultables sur un site dédié publié par Météo-France en novembre 2022.

## Urbanisme

### Typologie
Au 1er janvier 2024, Sailly-le-Sec est catégorisée commune rurale à habitat dispersé, selon la nouvelle grille communale de densité à sept niveaux définie par l'Insee en 2022.
Elle est située hors unité urbaine. Par ailleurs la commune fait partie de l'aire d'attraction d'Amiens, dont elle est une commune de la couronne,. Cette aire, qui regroupe 369 communes, est catégorisée dans les aires de 200 000 à moins de 700 000 habitants,.

### Occupation des sols
L'occupation des sols de la commune, telle qu'elle ressort de la base de données européenne d'occupation biophysique des sols Corine Land Cover (CLC), est marquée par l'importance des territoires agricoles (87,7 % en 2018), une proportion identique à celle de 1990 (87,7 %). La répartition détaillée en 2018 est la suivante : 
terres arables (77,1 %), eaux continentales (7,5 %), zones agricoles hétérogènes (6,9 %), zones urbanisées (3,9 %), prairies (3,7 %), milieux à végétation arbustive et/ou herbacée (0,7 %), forêts (0,2 %). L'évolution de l'occupation des sols de la commune et de ses infrastructures peut être observée sur les différentes représentations cartographiques du territoire : la carte de Cassini (XVIIIe siècle), la carte d'état-major (1820-1866) et les cartes ou photos aériennes de l'IGN pour la période actuelle (1950 à aujourd'hui).

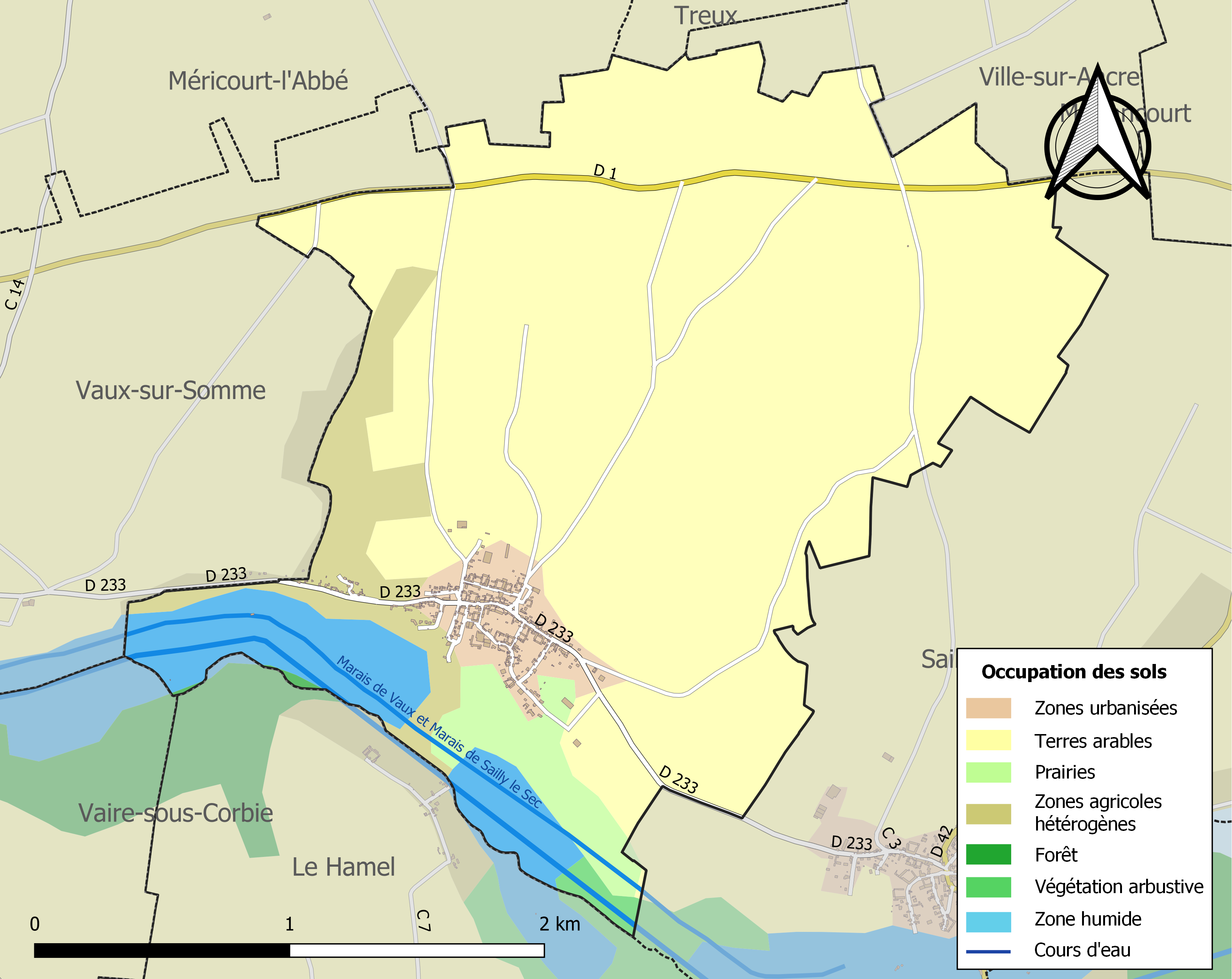
Carte des infrastructures et de l'occupation des sols de la commune en 2018 (CLC).

### Habitat
La commune présente un habitat groupé.

### Voies de communication et transports
- Le canal de la Somme ne sert plus aujourd'hui que pour le tourisme fluvial.
- La commune est traversée par la route départementale 233 qui relie Vaux-sur-Somme à Sailly-Laurette. Dans sa limite nord, elle est traversée par la route départementale 1 qui relie Amiens à Péronne.

## Toponymie
Sailly-le-Sec, appelé aussi autrefois Sailly-le-Petit en 1844, se rencontre dans les textes anciens sous la forme : Salliacus siccus (1226), Sailly-le-Sech (1332), Sailly-le-Selz (1349).
Sailly viendrait de salix (saule, en latin), le suffixe « y » venant du latin (iacus) désignant un lieu habité, un domaine.

## Histoire

### Moyen Âge
Le nom de Sailly-le-Sec apparaît pour la première fois, dans une charte du comte de Flandre, de 1056, précisant que la terre de Sailly-le-Sec était soumise à la justice de l'abbaye de Corbie.
En 1340, la chronique de l'abbaye de Corbie indique que les moines de l'abbaye achetèrent un tiers des dîmes au seigneur d'Heilly.

### Époque moderne
Sailly-le-Sec fut incendiée par les Espagnols en 1636, lors du siège de Corbie.
Au début du XVIIIe siècle, l'église du village fut reconstruite. Les revenus de la fabrique (tout ce qui appartenait à une église paroissiale) s'élevaient à 410 livres, en 1750.

### Époque contemporaine

#### XIXesiècle
En 1866, la commune de Sailly-le-Sec comptait 183 maisons pour 700 habitants.
A la fin du XIXe siècle, la bonneterie occupait 25 ouvriers sur des métiers à tisser et des tourbières étaient encore exploitées dans la vallée de la Somme.

#### Première Guerre mondiale
Sailly-le-Sec est le lieu où fut abattu l'as de l'aviation allemande Manfred von Richthofen - dit le Baron rouge - le 21 avril 1918. Ayant été détruit en partie par les combats, le village fut reconstruit durant l'entre-deux-guerres.

#### XXIesiècle
Par arrêté préfectoral du 27 décembre 2016, la commune est détachée le 1er janvier 2017 de l'arrondissement de Péronne pour intégrer l'arrondissement d'Amiens.

## Politique et administration
| Période                                  | Période                    | Identité            | Étiquette | Qualité                                            |
| ---------------------------------------- | -------------------------- | ------------------- | --------- | -------------------------------------------------- |
| Les données manquantes sont à compléter. |                            |                     |           |                                                    |
| avant 1981                               | ?                          | Adrien Charton      |           |                                                    |
| Les données manquantes sont à compléter. |                            |                     |           |                                                    |
| mars 2001                                | septembre 2019             | Thierry Manten      |           | Membre du bureau national de la MSA Démissionnaire |
| septembre 2019                           | En cours (au 13 juin 2020) | Catherine Candelier |           | Réélue pour le mandat 2020-2026                    |

## Population et société

### Démographie
L'évolution du nombre d'habitants est connue à travers les recensements de la population effectués dans la commune depuis 1793. Pour les communes de moins de 10 000 habitants, une enquête de recensement portant sur toute la population est réalisée tous les cinq ans, les populations de référence des années intermédiaires étant quant à elles estimées par interpolation ou extrapolation. Pour la commune, le premier recensement exhaustif entrant dans le cadre du nouveau dispositif a été réalisé en 2006.

En 2022, la commune comptait 350 habitants, en évolution de −0,28 % par rapport à 2016 (Somme : −1,26 %, France hors Mayotte : +2,11 %).
| 1793 | 1800 | 1806 | 1821 | 1831 | 1836 | 1841 | 1846 | 1851 |
| ---- | ---- | ---- | ---- | ---- | ---- | ---- | ---- | ---- |
| 500  | 556  | 548  | 547  | 634  | 682  | 649  | 739  | 729  |

| 1856 | 1861 | 1866 | 1872 | 1876 | 1881 | 1886 | 1891 | 1896 |
| ---- | ---- | ---- | ---- | ---- | ---- | ---- | ---- | ---- |
| 682  | 693  | 648  | 594  | 598  | 546  | 509  | 485  | 448  |

| 1901 | 1906 | 1911 | 1921 | 1926 | 1931 | 1936 | 1946 | 1954 |
| ---- | ---- | ---- | ---- | ---- | ---- | ---- | ---- | ---- |
| 410  | 390  | 356  | 256  | 279  | 281  | 262  | 280  | 256  |

| 1962 | 1968 | 1975 | 1982 | 1990 | 1999 | 2006 | 2011 | 2016 |
| ---- | ---- | ---- | ---- | ---- | ---- | ---- | ---- | ---- |
| 269  | 223  | 214  | 198  | 268  | 266  | 352  | 346  | 351  |

| 2021 | 2022 | - | - | - | - | - | - | - |
| ---- | ---- | - | - | - | - | - | - | - |
| 350  | 350  | - | - | - | - | - | - | - |

### Enseignement
En 2025, le regroupement pédagogique intercommunal scolarise les enfants du village avec ceux de Sailly-Laurette et Cerisy-Morcourt. Une classe est menacée de fermeture à la rentrée de septembre.

## Économie

### Activités économiques et de services
L'activité dominante de la commune reste l'agriculture.

## Culture locale et patrimoine

### Lieux et monuments
- Église Saint-Martin[27],[28].

- Monument à la 3e division australienne.

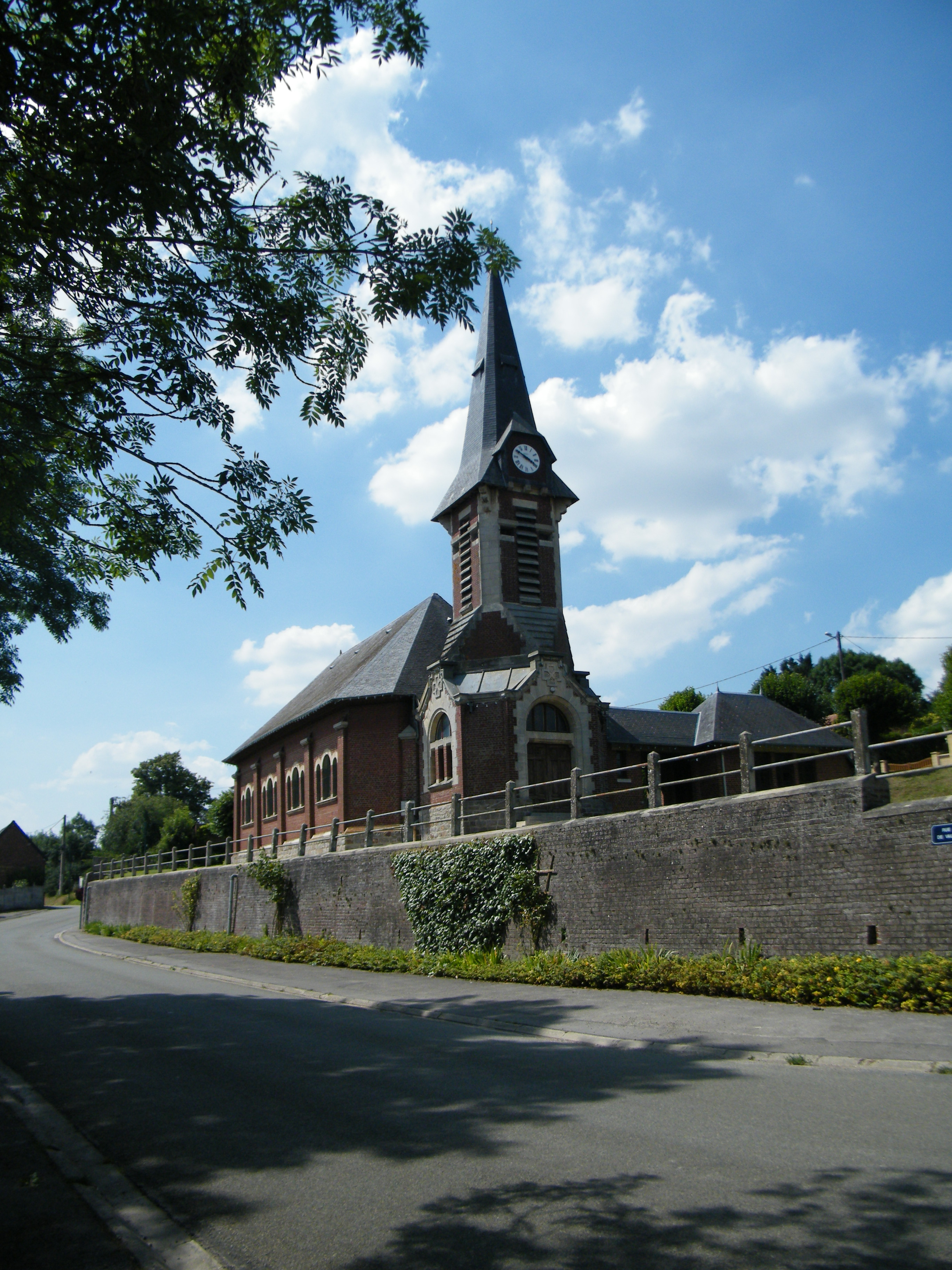
Saint-Martin.
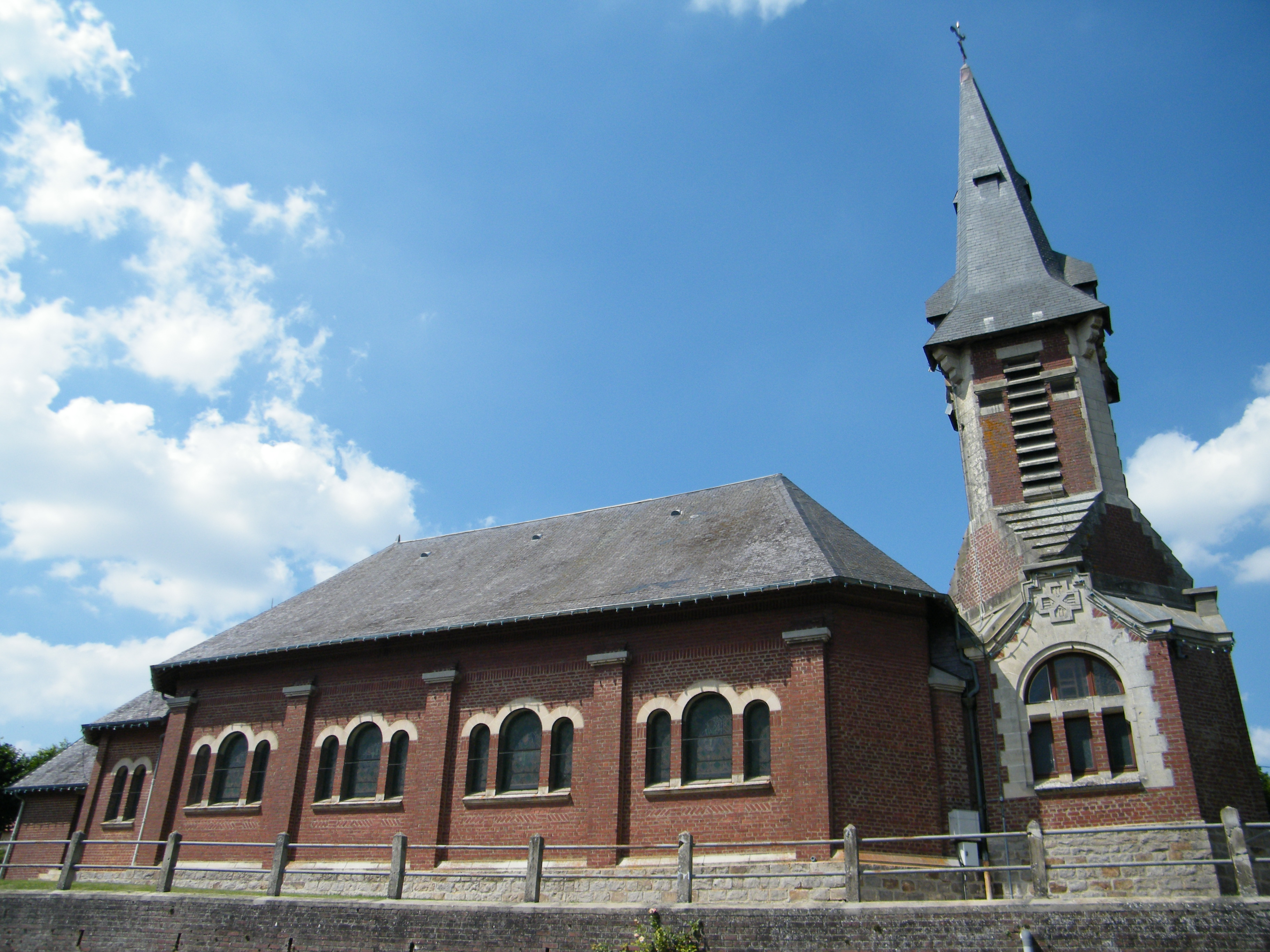
Autre vue de Saint-Martin.
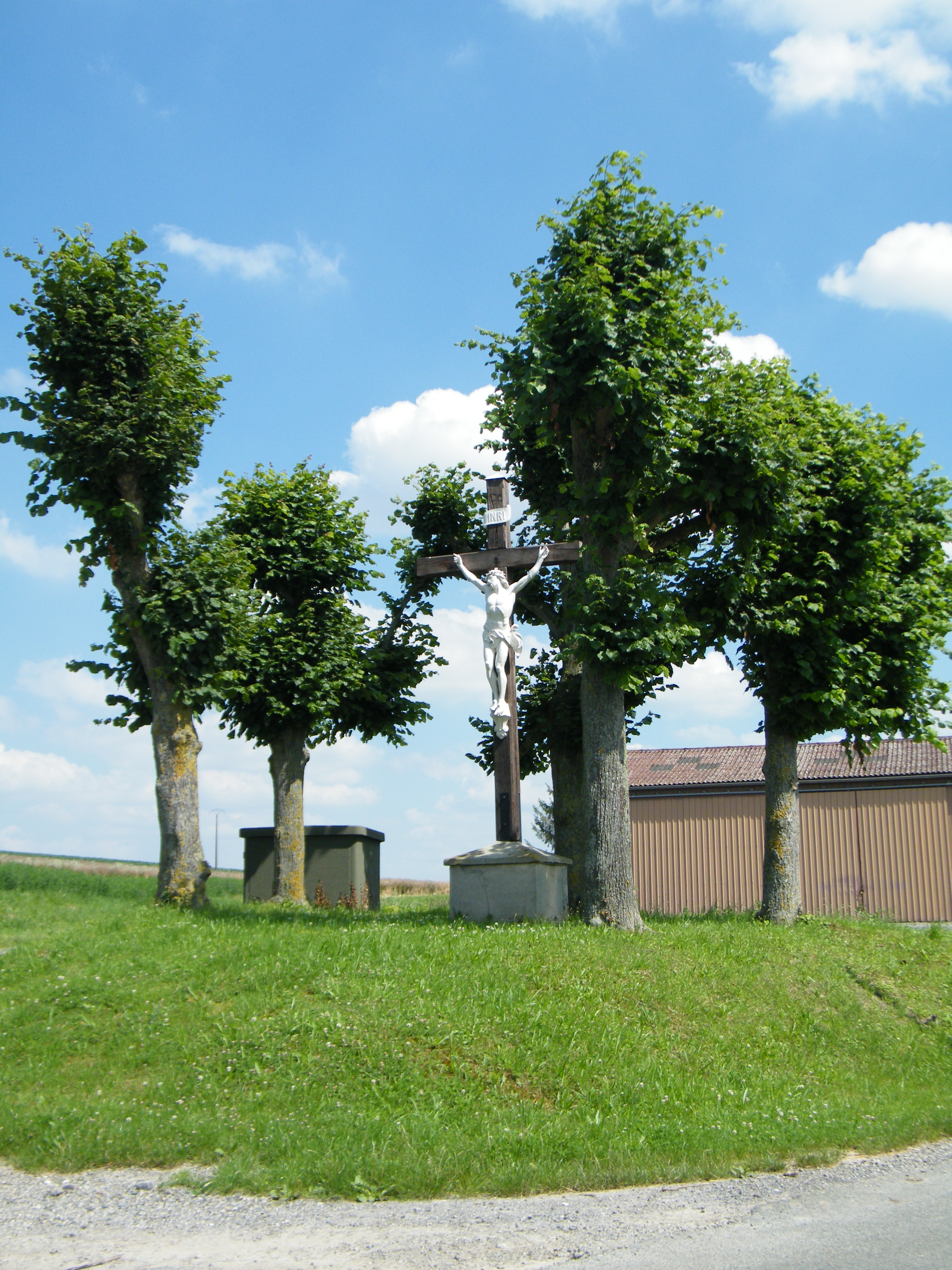
Calvaire monumental.
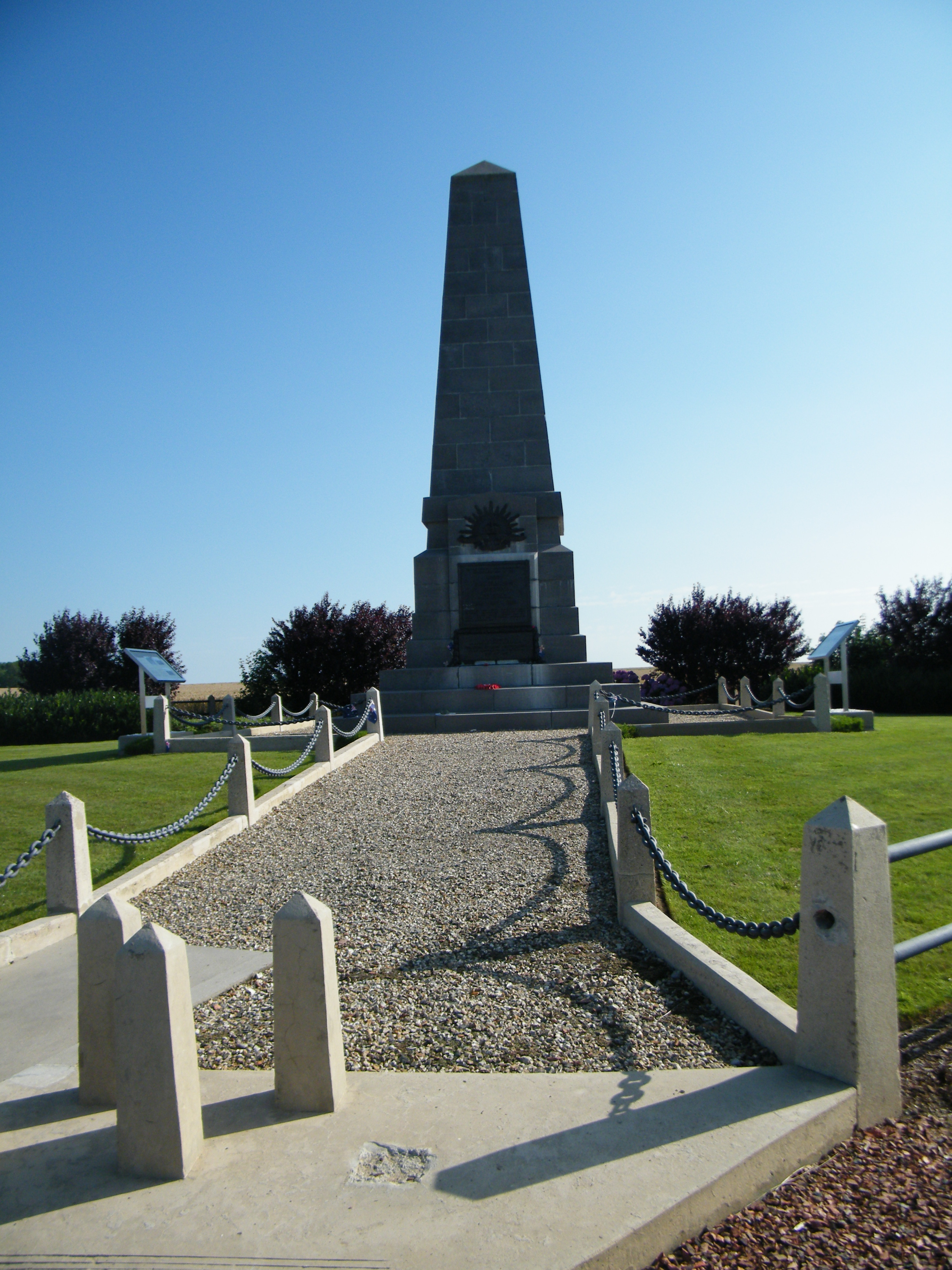
Monument à la 3e division australienne.
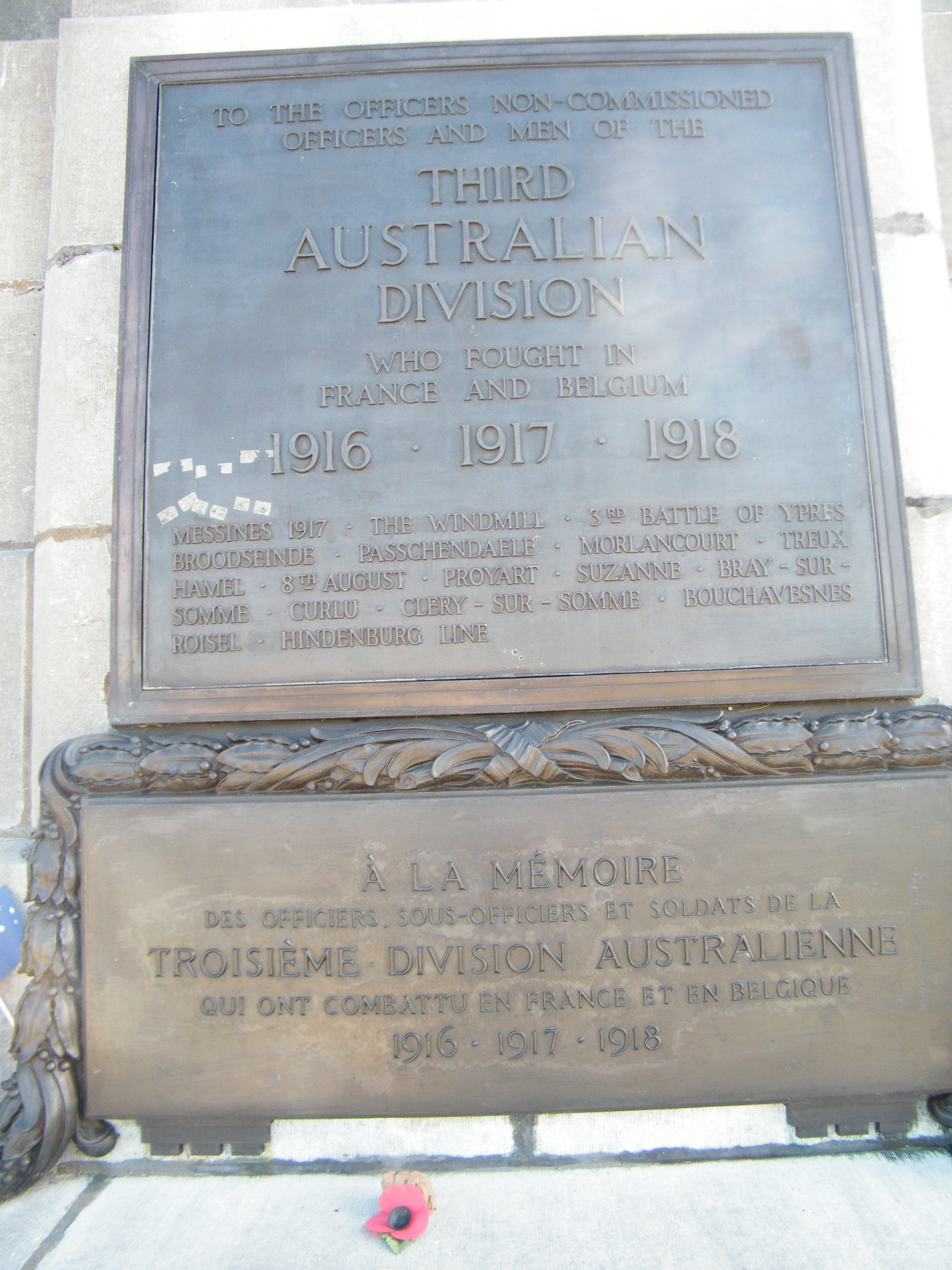
Détail du monument.

### Personnalités liées à la commune
- Manfred von Richthofen.

## Héraldique
| Blason de Sailly-le-Sec | Blason  | D'or à la bande de sable chargée de trois ancres d'or posées à plomb, accompagnée de deux saules arrachés de sinople. Ornements extérieursCroix de guerre 1914-1918 |
| Blason de Sailly-le-Sec | Détails | Armes parlantes (sailly = saules). La bande sable et le champ d'or sont empruntées aux armes de Pierre Dragon de Gomiecourt, dernier seigneur châtelain du village. Les ancres sont tirées des armes de la famille de Lancry, qui donna les seigneurs du lieu au XVIIe siècle. Enfin, les deux saules renvoient au toponyme de Sailly : « lieu planté de saules ». Création de Jacques Dulphy, avec la participation de Rémy Godbert, Daniel Juric & Arcady Voronzov, adoptée le 11 février 2021. |